# Benjamin Lavernhe
Benjamin Lavernhe (Poitiers, 14 agosto 1984) è un attore francese.

## Biografia
Lavernhe si è formato presso la Cours Florent, sotto la guida di Jean-Pierre Garnier e Loïc Corbery. Il 1º ottobre 2012 entra a far parte della Comédie-Française e interpreta il ruolo di Lycante in La Place Royale di Pierre Corneille, diretto da Anne-Laure Liégeois. Viene nominato 534° membro della troupe il 1° gennaio 2019.
Dal 2020 ha una relazione con l'attrice Rebecca Marder. Si incontravano tra i banchi della Comédie-Française in classi separate, data la loro differenza d'età di dieci anni. Hanno ufficializzato la loro relazione sul set del thriller De grandes espérances.

## Filmografia

### Cinema
- Radiostars, regia di Romain Levy (2012)
- La Marche, regia di Nabil Ben Yadir (2013)
- Un beau dimanche, regia di Nicole Garcia (2013)
- Elle l'adore, regia di Jeanne Herry (2014)
- Libre et assoupi, regia di Benjamin Guedj (2014)
- Comme un avion, regia di Bruno Podalydès (2015)
- L'Affaire SK1, regia di Frédéric Tellier (2014)
- Le goût des merveilles, regia di Éric Besnard (2015)
- Rupture pour tous, regia di Éric Capitaine (2016)
- L'Odissea (L'Odyssée), regia di Jérôme Salle (2016)
- C'est la vie - Prendila come viene (Le Sens de la fête), regia di Olivier Nakache e Éric Toledano (2017)
- Curiosa, regia di Lou Jeunet (2019)
- Amore a seconda vista (Mon inconnue), regia di Hugo Gélin (2019)
- Je voudrais que quelqu'un m'attende quelque part, regia di Arnaud Viard (2019)
- Io, lui, lei e l'asino (Antoinette dans les Cévennes), regia di Caroline Vignal (2020)
- Il discorso perfetto (Le Discours), regia di Laurent Tirard (2020)
- The French Dispatch of the Liberty, Kansas Evening Sun, regia di Wes Anderson (2021)
- Délicieux - L'amore è servito (Délicieux), regia di Éric Besnard (2021)
- L'accusa (Les Choses humaines), regia di Yvan Attal (2021)
- Le Sixième Enfant, regia di Léopold Legrand (2022)
- Les Engagés, regia di Émilie Frèche (2022)
- De grandes espérances, regia di Sylvain Desclous (2022)
- Jeanne du Barry - La favorita del re (Jeanne du Barry), regia di Maïwenn (2023)
- L'Abbé Pierre, regia di Frédéric Tellier (2023)
- Modì - Tre giorni sulle ali della follia (Modì, Three Days on the Wing of Madness), regia di Johnny Depp (2024)
- L'orchestra stonata (En fanfare), regia di Emmanuel Courcol (2024)

### Televisione
- Contes et nouvelles du xixe siècle - serie TV (2009)
- Les Méchantes, regia di Philippe Monnier - serie TV (2010)
- Casting(s) - miniserie TV (2013-2014)
- France Kbek - serie TV (2014)
- Un entretien - serie TV (2018-2021)
- Mouche - serie TV (2019)

## Doppiatori italiani
Nelle versioni in italiano dei suoi film, Benjamin Lavernhe è stato doppiato da:
- Davide Albano in L'Odissea
- Francesco Pezzulli in C'est la vie - Prendila come viene
- Gianluca Crisafi in Io, lui, lei e l'asino
- Davide Perino in Il discorso perfetto
- Riccardo Petrozzi in Délicieux - L'amore è servito
- Francesco Venditti in L'accusa
- Alessandro Zurla in Jeanne du Barry - La favorita del re
- Gianfranco Miranda in L'orchestra stonata

## Riconoscimenti
Premio Molière
- 2018 – Candidatura al miglior attore per Le furberie di Scapino
- 2023 – Candidatura al miglior attore non protagonista per La donna del mare

Premio César
- 2018 – Candidatura alla migliore promessa maschile per C'est la vie - Prendila come viene
- 2020 – Candidatura al migliore attore non protagonista per Amore a seconda vista
- 2021 – Candidatura al migliore attore non protagonista per Io, lui, lei e l'asino
- 2024 – Candidatura al migliore attore per L'Abbé Pierre: une vie de combats
- 2025 – Candidatura al migliore attore per L'orchestra stonata